# Чиршкаси (Сіньяльське сільське поселення)
Чиршка́си (рос. Чиршкасы, чув. Чăрăшкасси) — присілок у складі Чебоксарського району Чувашії, Росія. Входить до складу Сіньяльського сільського поселення.
Населення — 99 осіб (2010; 99 у 2002).
Національний склад:
- чуваші — 93 %